# Awakatek
L'awakatek (també aguacateco, coyotin, awaketek o balamiha) és una llengua maia parlada pels awakateks, un poble de cultura maia que habita al municipi d'Aguacatán al departament de Huehuetenango, Guatemala. Originari de la regió de Los Altos Cuchumatanes, té algunes minories a Chiapas, Mèxic i també és idioma nadiu d'alguns emigrants al comtat de Tuscarawas, Ohio.

## Etimologia
Els indígenes awakateks es refereixen al seu idioma com qa'yol o "la nostra paraula". També s'autoanomenen qatanum, que significa "la nostra gent" a diferència de la paraula Awakatek utilitzada per veus espanyoles en al·lusió al municipi de Aguacatán (que significa lloc d'abundants alvocats, fent al·lusió a la producció agrícola i no específicament a la gent indígena).

## Fonologia
|            |              |            | Bilabial | Alveolar      | Postalveolar  | Retroflexa    | Palatal | Velar   | Velar    | Uvular | Glotal |
| Normal     | Palatalizada |            | Bilabial | Alveolar      | Postalveolar  | Retroflexa    | Palatal |         |          | Uvular | Glotal |
| ---------- | ------------ | ---------- | -------- | ------------- | ------------- | ------------- | ------- | ------- | -------- | ------ | ------ |
| Oclusiva   | Normal       | Normal     | p /pʰ/   | t /tʰ/        |               |               |         | k /kʰ/  | ky /kʰʲ/ | q /qʰ/ | ' /ʲʔ/ |
| Oclusiva   | Ejectiva     | Ejectiva   | p' /pʼ/  | t' /tʼ~dʼ/    |               |               |         | k' /kʼ/ | ky'/kʼʲ/ |        |        |
| Oclusiva   | Implosiva    | Implosiva  | b' /ɓ/   |               |               |               |         |         |          | q' /ʛ/ |        |
| Nasal      | Nasal        | Nasal      | m /m/    | n /n/         |               |               |         | nh /ŋ/  |          |        |        |
| Fricativa  | Fricativa    | Fricativa  | w /v~f/  | s /s/         | xh /ʃ/        | x /ʐ/         |         |         |          | j /χ/  | h /ʜ/  |
| Africada   | Normal       | Normal     | p /ɸʰ/   | tz /t͡sʰ/      | ch /t͡ʃʰ/      | tx /ʈ͡ʂʰ/      |         |         |          |        |        |
| Africada   | Ejectiva     | Ejectiva   |          | tz' /t͡sʼ~dzʼ/ | ch' /t͡ʃʼ~dʒʼ/ | tx' /ʈ͡ʂʼ~ɖʐʼ/ |         |         |          |        |        |
| Bategant   | Bategant     | Bategant   |          | r /ɾ/         |               |               |         |         |          |        |        |
| Aproximant | Aproximant   | Aproximant |          | l /l~ɺ/       |               |               | y /j/   | w /ʍ/   |          |        |        |

## Escriptura
El 2 de setembre de 2002 es va dur a terme la presentació pública de 8 estudis impresos que són: Introducción a la Monografía del Municipio de Aguacatán, Toponimia Aguacateca, Vocabulario Aguacateco, Manual de Lectura, Acuerdo de Identidad y Derecho de los Pueblos Indígenas, Gramática Descriptiva Aguacateca, Gramática Normativa Aguacateca, Constitución Política de la República de Guatemala en Idioma Aguacateco, Plantas Medicinales y Guía de Apoyo Pedagógico en idioma Aguacateco.
L'any 2003 es publicà la Introducción al Sistema de Numeración Maya Aguacateco, Traducció del Pop Wuj a l'awakatek, Gramática Pedagógica del idioma Aguacateco i tres texts paral·lels.
També hi ha publicats una gramàtica i un diccionari castellà-awakatek. En 1971 es completà una traducció del Nou Testament.
Com una mesura per promoure el seu estat com a llengua viva, s'ha creat un campus virtual on els estudiants interessats poden aprendre llengües com el cucapá, el seri, el kickapoo o l'awakatek, segons un comentari de Sylvia del Valle, directora de la Universitat Iberoamericana Ciutat de Mèxic.